# Liste der Gemeinden in der Provinz Ourense
Die spanische Provinz Ourense hat 92 Gemeinden (Stand 1. Januar 2019).

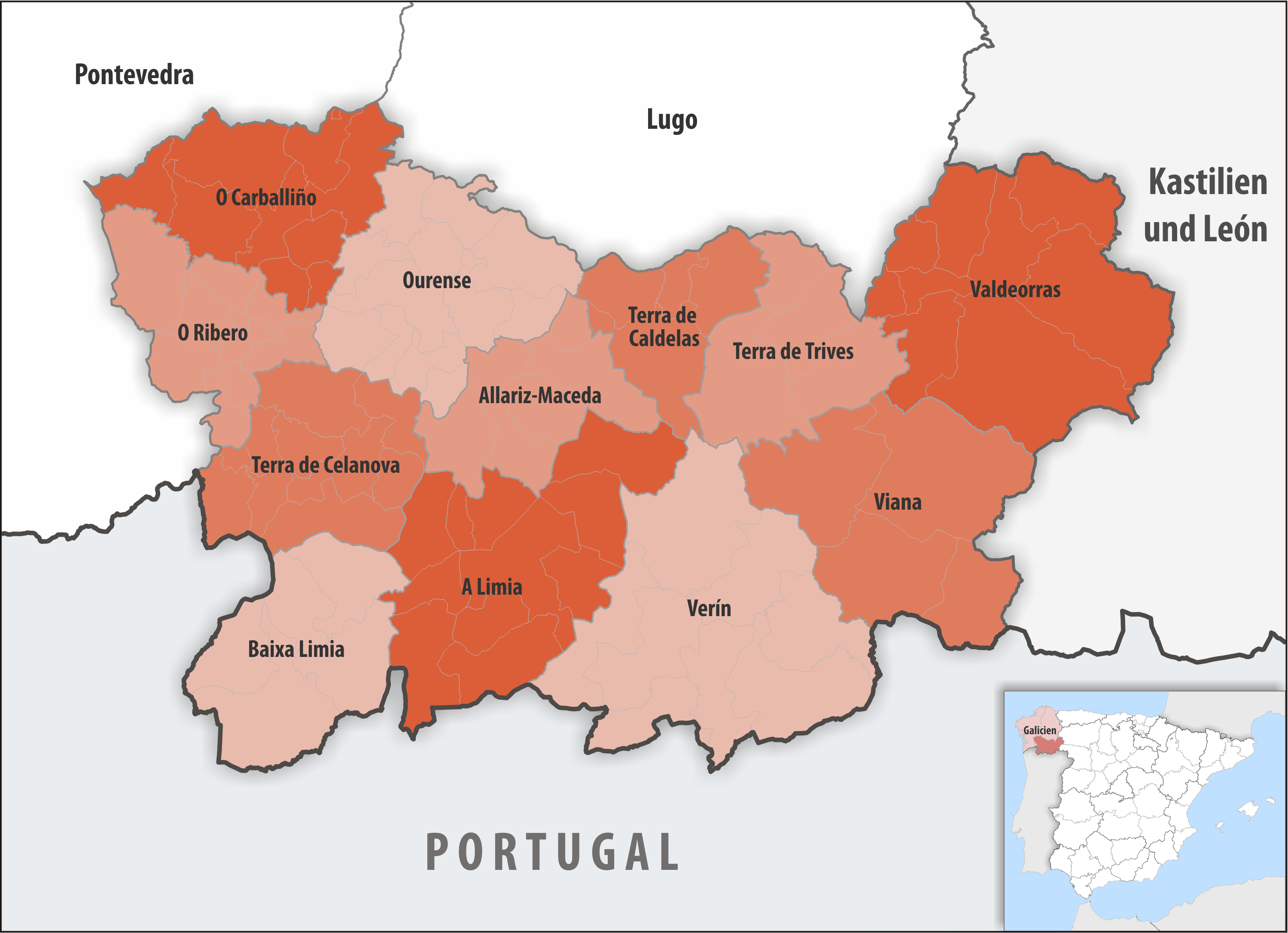
Comarcas in der Provinz Ourense

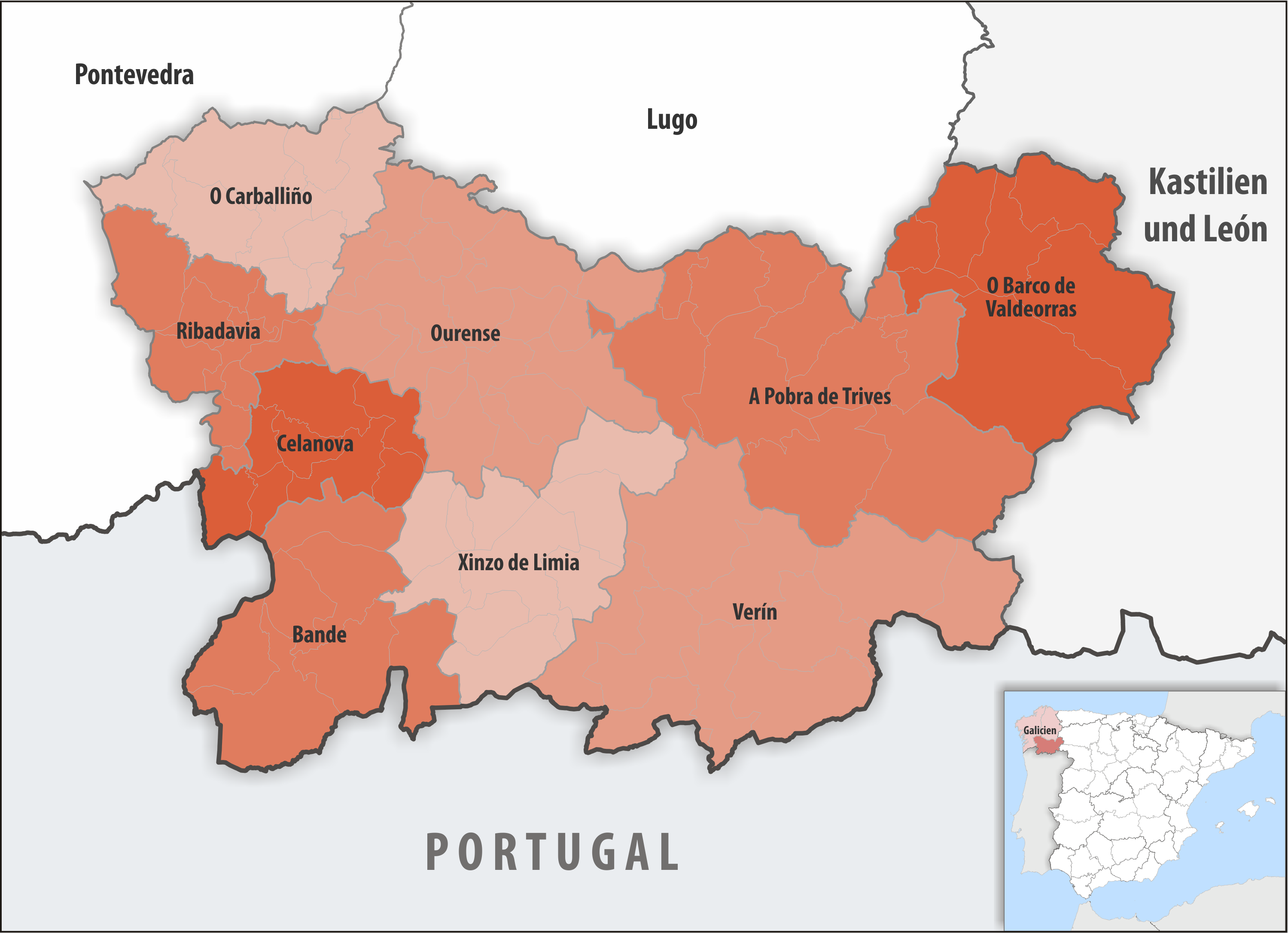
Gerichtsbezirke in der Provinz Ourense

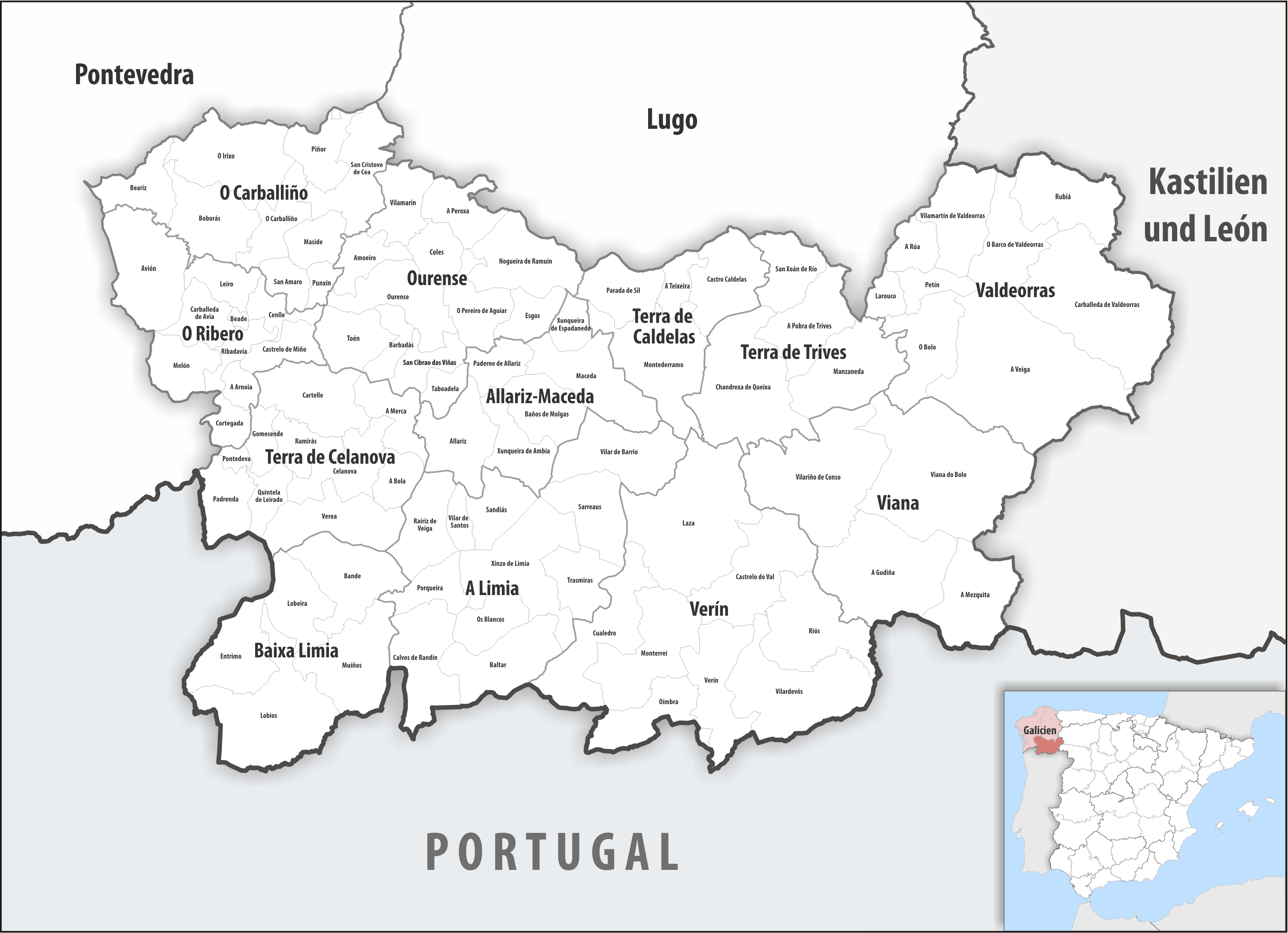
Gemeinden und Comarcas in der Provinz Ourense

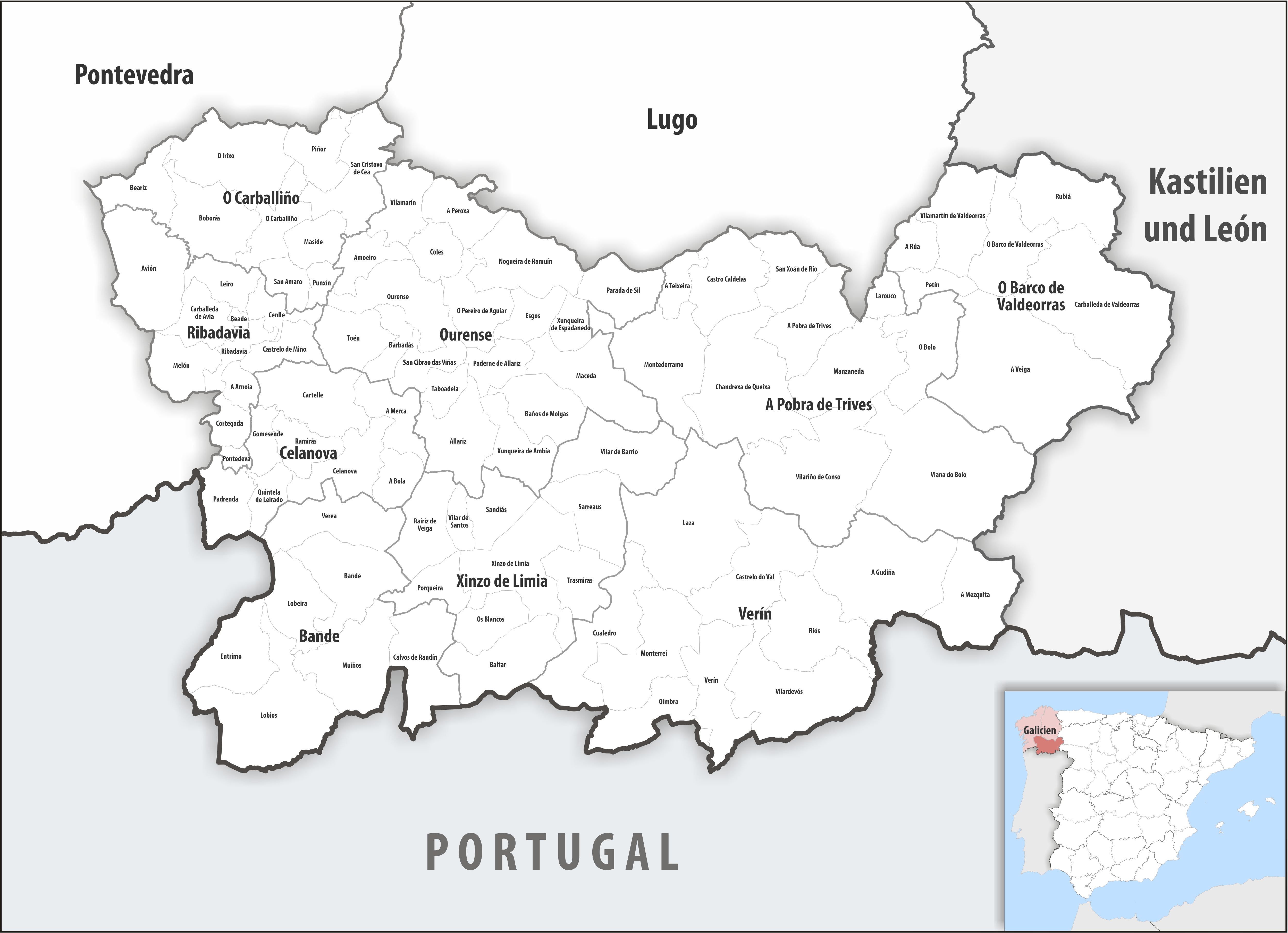
Gemeinden und Gerichtsbezirke in der Provinz Ourense

| Wappen | Gemeinden                | Einwohner (2024) | Fläche km² | Dichte Einw./km² | Cod INE | Comarca           | Gerichtsbezirk        |
| ------ | ------------------------ | ---------------- | ---------- | ---------------- | ------- | ----------------- | --------------------- |
|        | Allariz                  | 6.410            | 85,96      | 75               | 32001   | Allariz-Maceda    | Ourense               |
|        | Amoeiro                  | 2.399            | 39,68      | 60               | 32002   | Ourense           | Ourense               |
|        | A Arnoia                 | 970              | 20,69      | 47               | 32003   | O Ribero          | Ribadavia             |
|        | Avión                    | 1.727            | 121,13     | 14               | 32004   | O Ribero          | Ribadavia             |
|        | Baltar                   | 853              | 94,71      | 9                | 32005   | A Limia           | Xinzo de Limia        |
|        | Bande                    | 1.473            | 98,96      | 15               | 32006   | Baixa Limia       | Bande                 |
|        | Baños de Molgas          | 1.504            | 67,64      | 22               | 32007   | Allariz-Maceda    | Ourense               |
|        | Barbadás                 | 11.176           | 30,02      | 372              | 32008   | Ourense           | Ourense               |
|        | O Barco de Valdeorras    | 13.300           | 85,43      | 156              | 32009   | Valdeorras        | O Barco de Valdeorras |
|        | Beade                    | 366              | 6,40       | 57               | 32010   | O Ribero          | Ribadavia             |
|        | Beariz                   | 949              | 55,97      | 17               | 32011   | O Carballiño      | O Carballiño          |
|        | Os Blancos               | 716              | 47,56      | 15               | 32012   | A Limia           | Xinzo de Limia        |
|        | Boborás                  | 2.199            | 87,82      | 25               | 32013   | O Carballiño      | O Carballiño          |
|        | A Bola                   | 1.091            | 34,90      | 31               | 32014   | Terra de Celanova | Celanova              |
|        | O Bolo                   | 792              | 91,17      | 9                | 32015   | Valdeorras        | A Pobra de Trives     |
|        | Calvos de Randín         | 644              | 98,40      | 7                | 32016   | A Limia           | Bande                 |
|        | Carballeda de Avia       | 1.194            | 46,37      | 26               | 32018   | O Ribero          | Ribadavia             |
|        | Carballeda de Valdeorras | 1.341            | 222,67     | 6                | 32017   | Valdeorras        | O Barco de Valdeorras |
|        | O Carballiño             | 14.075           | 54,33      | 259              | 32019   | O Carballiño      | O Carballiño          |
|        | Cartelle                 | 2.500            | 94,29      | 27               | 32020   | Terra de Celanova | Celanova              |
|        | Castrelo de Miño         | 1.292            | 39,74      | 33               | 32022   | O Ribero          | Ribadavia             |
|        | Castrelo do Val          | 951              | 122,05     | 8                | 32021   | Verín             | Verín                 |
|        | Castro Caldelas          | 1.238            | 87,61      | 14               | 32023   | Terra de Caldelas | A Pobra de Trives     |
|        | Celanova                 | 5.727            | 67,31      | 85               | 32024   | Terra de Celanova | Celanova              |
|        | Cenlle                   | 1.076            | 29,03      | 37               | 32025   | O Ribero          | Ribadavia             |
|        | Chandrexa de Queixa      | 478              | 171,81     | 3                | 32029   | Terra de Trives   | A Pobra de Trives     |
|        | Coles                    | 3.172            | 38,11      | 83               | 32026   | Ourense           | Ourense               |
|        | Cortegada                | 1.024            | 26,89      | 38               | 32027   | O Ribero          | Ribadavia             |
|        | Cualedro                 | 1.586            | 117,77     | 13               | 32028   | Verín             | Verín                 |
|        | Entrimo                  | 1.079            | 84,30      | 13               | 32030   | Baixa Limia       | Bande                 |
|        | Esgos                    | 1.102            | 37,79      | 29               | 32031   | Ourense           | Ourense               |
|        | Gomesende                | 664              | 28,31      | 23               | 32033   | Terra de Celanova | Celanova              |
|        | A Gudiña                 | 1.186            | 171,27     | 7                | 32034   | Viana             | Verín                 |
|        | O Irixo                  | 1.357            | 121,05     | 11               | 32035   | O Carballiño      | O Carballiño          |
|        | Larouco                  | 437              | 23,69      | 18               | 32038   | Valdeorras        | A Pobra de Trives     |
|        | Laza                     | 1.164            | 215,91     | 5                | 32039   | Verín             | Verín                 |
|        | Leiro                    | 1.481            | 38,25      | 39               | 32040   | O Ribero          | Ribadavia             |
|        | Lobeira                  | 718              | 68,89      | 10               | 32041   | Baixa Limia       | Bande                 |
|        | Lobios                   | 1.820            | 168,28     | 11               | 32042   | Baixa Limia       | Bande                 |
|        | Maceda                   | 2.837            | 101,93     | 28               | 32043   | Allariz-Maceda    | Ourense               |
|        | Manzaneda                | 798              | 114,57     | 7                | 32044   | Terra de Trives   | A Pobra de Trives     |
|        | Maside                   | 2.742            | 40,04      | 68               | 32045   | O Carballiño      | O Carballiño          |
|        | Melón                    | 1.109            | 53,25      | 21               | 32046   | O Ribero          | Ribadavia             |
|        | A Merca                  | 1.916            | 50,99      | 38               | 32047   | Terra de Celanova | Celanova              |
|        | A Mezquita               | 1.006            | 104,27     | 10               | 32048   | Viana             | Verín                 |
|        | Montederramo             | 670              | 135,57     | 5                | 32049   | Terra de Caldelas | A Pobra de Trives     |
|        | Monterrei                | 2.397            | 119,14     | 20               | 32050   | Verín             | Verín                 |
|        | Muíños                   | 1.418            | 109,30     | 13               | 32051   | Baixa Limia       | Bande                 |
|        | Nogueira de Ramuín       | 2.048            | 98,31      | 21               | 32052   | Ourense           | Ourense               |
|        | Oímbra                   | 1.711            | 71,48      | 24               | 32053   | Verín             | Verín                 |
|        | Ourense                  | 104.891          | 84,77      | 1.237            | 32054   | Ourense           | Ourense               |
|        | Paderne de Allariz       | 1.352            | 38,76      | 35               | 32055   | Allariz-Maceda    | Ourense               |
|        | Padrenda                 | 1.534            | 57,59      | 27               | 32056   | Terra de Celanova | Bande                 |
|        | Parada de Sil            | 522              | 62,43      | 8                | 32057   | Terra de Caldelas | Ourense               |
|        | O Pereiro de Aguiar      | 6.731            | 60,89      | 111              | 32058   | Ourense           | Ourense               |
|        | A Peroxa                 | 1.761            | 54,52      | 32               | 32059   | Ourense           | Ourense               |
|        | Petín                    | 861              | 30,48      | 28               | 32060   | Valdeorras        | O Barco de Valdeorras |
|        | Piñor                    | 1.119            | 52,69      | 21               | 32061   | O Carballiño      | O Carballiño          |
|        | A Pobra de Trives        | 1.968            | 84,20      | 23               | 32063   | Terra de Trives   | A Pobra de Trives     |
|        | Pontedeva                | 458              | 9,86       | 46               | 32064   | Terra de Celanova | Ribadavia             |
|        | Porqueira                | 832              | 43,40      | 19               | 32062   | A Limia           | Xinzo de Limia        |
|        | Punxín                   | 755              | 17,08      | 44               | 32065   | O Carballiño      | O Carballiño          |
|        | Quintela de Leirado      | 594              | 31,23      | 19               | 32066   | Terra de Celanova | Celanova              |
|        | Rairiz de Veiga          | 1.179            | 72,11      | 16               | 32067   | A Limia           | Xinzo de Limia        |
|        | Ramirás                  | 1.508            | 40,66      | 37               | 32068   | Terra de Celanova | Celanova              |
|        | Ribadavia                | 4.936            | 25,16      | 196              | 32069   | O Ribero          | Ribadavia             |
|        | Riós                     | 1.407            | 114,27     | 12               | 32071   | Verín             | Verín                 |
|        | A Rúa                    | 4.223            | 35,91      | 118              | 32072   | Valdeorras        | O Barco de Valdeorras |
|        | Rubiá                    | 1.390            | 100,79     | 14               | 32073   | Valdeorras        | O Barco de Valdeorras |
|        | San Amaro                | 1.039            | 29,03      | 36               | 32074   | O Carballiño      | O Carballiño          |
|        | San Cibrao das Viñas     | 5.718            | 39,48      | 145              | 32075   | Ourense           | Ourense               |
|        | San Cristovo de Cea      | 1.989            | 94,44      | 21               | 32076   | O Carballiño      | O Carballiño          |
|        | San Xoán de Río          | 518              | 61,14      | 8                | 32070   | Terra de Trives   | A Pobra de Trives     |
|        | Sandiás                  | 1.113            | 52,84      | 21               | 32077   | A Limia           | Xinzo de Limia        |
|        | Sarreaus                 | 1.069            | 77,29      | 14               | 32078   | A Limia           | Xinzo de Limia        |
|        | Taboadela                | 1.488            | 25,19      | 59               | 32079   | Ourense           | Ourense               |
|        | A Teixeira               | 326              | 27,64      | 12               | 32080   | Terra de Caldelas | A Pobra de Trives     |
|        | Toén                     | 2.333            | 58,29      | 40               | 32081   | Ourense           | Ourense               |
|        | Trasmiras                | 1.220            | 56,74      | 22               | 32082   | A Limia           | Xinzo de Limia        |
|        | A Veiga                  | 887              | 290,79     | 3                | 32083   | Valdeorras        | O Barco de Valdeorras |
|        | Verea                    | 955              | 94,14      | 10               | 32084   | Terra de Celanova | Bande                 |
|        | Verín                    | 13.798           | 94,11      | 147              | 32085   | Verín             | Verín                 |
|        | Viana do Bolo            | 2.736            | 270,73     | 10               | 32086   | Viana             | A Pobra de Trives     |
|        | Vilamarín                | 1.854            | 56,09      | 33               | 32087   | Ourense           | Ourense               |
|        | Vilamartín de Valdeorras | 1.822            | 88,26      | 21               | 32088   | Valdeorras        | O Barco de Valdeorras |
|        | Vilar de Barrio          | 1.199            | 106,74     | 11               | 32089   | A Limia           | Xinzo de Limia        |
|        | Vilar de Santos          | 795              | 20,70      | 38               | 32090   | A Limia           | Xinzo de Limia        |
|        | Vilardevós               | 1.662            | 152,55     | 11               | 32091   | Verín             | Verín                 |
|        | Vilariño de Conso        | 510              | 200,23     | 3                | 32092   | Viana             | A Pobra de Trives     |
|        | Xinzo de Limia           | 9.632            | 132,67     | 73               | 32032   | A Limia           | Xinzo de Limia        |
|        | Xunqueira de Ambía       | 1.352            | 60,21      | 22               | 32036   | Allariz-Maceda    | Ourense               |
|        | Xunqueira de Espadanedo  | 673              | 27,65      | 24               | 32037   | Allariz-Maceda    | Ourense               |
|        | Provinz Ourense          | 304.592          | 7.274,76   | 42               | 32000   | –                 | –                     |

- Karte mit allen verlinkten Seiten:
- OSM |
- WikiMap